# Histoire des idées
L'histoire des idées est un domaine de recherche en histoire qui traite de l'expression, de la préservation et de l’évolution des idées et croyances humaines au fil du temps. L'histoire des idées appartient à l'ensemble des disciplines historico-culturelles qui étudient les évolutions théoriques et métathéoriques des doctrines et des paradigmes, à l'intérieur ou au travers des différents secteurs épistémologiques ou culturels.
Issue de l'histoire intellectuelle, elle se différencie de l'histoire des concepts en ce que cette dernière n'entend pas être séparée de l'histoire sociale sur laquelle elle prend appui. L'histoire des idées est également fréquemment liée à l'histoire des sciences, à l'histoire des religions, à l'histoire politique et à l'histoire de l'art et de la littérature. C'est également une discipline très proche pour sa méthodologie de l’anthropologie culturelle et de la philosophie des idées.
Un historien des idées cherche à examiner l'influence des idées sur la vie contemporaine ainsi que sur le développement culturel et sociétal et, inversement, il se demande comment les flux sociaux, économiques, politiques, technologiques et religieux ont influencé l'émergence, la conception et le développement des idées.
En Suède, l'histoire des idées est une branche de recherche distincte à l'université depuis les années 1930, lorsque Johan Nordström, chercheur en littérature, est nommé professeur d'histoire des idées à l'Université d'Uppsala. Aujourd'hui, plusieurs universités dans le monde proposent des cours traitant de l'histoire des idées.
Les théoriciens les plus connus[réf. nécessaire] sont Arthur Lovejoy, Karl Mannheim, Quentin Skinner et Michel Foucault.

## Définition problématique

### Dénomination
La recherche en histoire des idées, qui peut impliquer d'autres disciplines (histoire de la philosophie, histoire des sciences, histoire de la littérature, etc.), tient une place connue et légitime dans les académies anglo-américaines et germaniques, depuis que le Suédois Johan Nordström a été nommé professeur dans cette nouvelle discipline à l'université d'Uppsala le 6 novembre 1932. Aujourd'hui, plusieurs universités à travers le monde proposent des cours dans ce domaine, généralement dans le cadre du bachelier.
Cependant, dans les milieux francophones et de langue romane en général, l'histoire des idées a tendance à être subordonnée à l'histoire intellectuelle, et cela même si certains chercheurs s'en revendiquent, en particulier les historiens des idées politiques. L'histoire des idées n'est, en réalité, pas reconnue comme une discipline à part entière dans la tradition francophone. De ce fait, la discipline occupe une place moins importante dans l'historiographie francophone actuelle. L’histoire des idées est ainsi appelée de diverses façons selon les pays (History of Ideas en anglais, Storia della filosofia en italien, Storia intellectuale en latin, Geistesgeschichte en allemand) et les variantes francophones, complémentaires ou non : histoire des idées, histoire de la culture, histoire intellectuelle, soulèvent de multiples interrogations quant au fond et aux applications de l’histoire des idées. Mais s'il n'y a jamais eu de reconnaissance académique de cette discipline sous l'appellation unitaire d'« histoire des idées », il y a un débat permanent sur la capacité des historiens à prendre en charge ces systèmes de pensées. Comme le dit Antoine Compagnon, c'est souvent chez les chercheurs en littérature comparée que l'histoire des idées trouve une certaine considération.
Mais cette non prise en compte de l'histoire des idées comme discipline à part entière dans les milieux francophones relève-t-elle d'un simple retard ou de réticences portant sur le fond ?[style à revoir] Selon Jacques Chouillet, l'histoire des idées pose un problème en soi, car "l'idée" ne peut avoir de sens concret que lorsqu'elle est insérée dans un contexte défini. On ne peut donc pas vraiment évoquer une idée par elle-même. C'est cette question qui est d'ailleurs posée par David Simonetta et Alexandre de Vitry : « l'idée est-elle une catégorie suffisamment consistante pour qu'on prétende l'étudier pour elle-même ? ». En effet, l'histoire des idées tendrait constamment à entrer dans le champ de disciplines déjà existantes. Michel Foucault, entre autres, émit des réticences face à l'histoire des idées, car il ne voulait pas qu'on puisse parler d'une période de l'histoire en y associant un seul système de pensée, une seule mentalité. On reprocha aussi à l'histoire des idées d'occulter les véritables buts de l'histoire intellectuelle et d'être trop philosophique.
En outre, quand un historien français faisait de l'histoire sociale, un historien britannique devait faire de l'histoire des idées à partir de travaux de l'élite savante locale. Cette opposition correspond à deux causes majeures : les divergences géographiques et les différentes appréhensions nationales de l'histoire. L'histoire des idées restitue des contextes nationaux de formations, de choix indépendants, d'héritages, de ruptures, d'inventions, que les différentes approches disciplinaires ont organisés selon leur méthodologie propre.

### Histoire des idées et histoire intellectuelle
L'histoire intellectuelle et l'histoire des idées entretiennent des liens étroits. L'histoire intellectuelle a pour objectif d'étudier les penseurs et leurs idées. Il est question de saisir l'enjeu des idées et de les replacer dans le contexte historique, intellectuel et personnel des penseurs de l'époque. Cette conception de l'histoire intellectuelle implique l'existence d'une élite pensante qui fait l'objet d'analyses et de critiques de la part des destinataires. Néanmoins, cette histoire élitaire ne peut englober les idées d'une société complète et hétéroclite, qui ne peut être réduite aux idées de ses intellectuels. Dès lors, l'histoire des idées vise une perspective plus globale. Née dans Allemagne du XXe siècle, cette conception de l'histoire est davantage orientée philosophiquement qu'intellectuellement et s'inscrit dans le concept positiviste de l'époque.
Toutefois, si les milieux anglo-saxons leur ont à chacune octroyé leur indépendance, il n'en va pas de même pour la France et les pays francophones, où ces deux types d'histoire restent encore aujourd'hui assimilées l'une à l'autre.

### La méthode de l'historien des idées
Mark Bevir part du postulat que « lorsque les individus énoncent quelque chose, ils expriment des idées ou des croyances, et ce sont ces idées qui constituent les objets étudiés par les historiens des idées ». Nombre de croyances généralement acceptées dans le passé nous paraissent aujourd’hui fausses, voire infondées. Toute croyance étant profondément ancrée dans son époque, la tâche de l’historien des idées est de les identifier et d’expliquer pourquoi elles étaient si largement acceptées.
L’historien des idées cherche avant tout à savoir si une croyance est avérée ou fausse. Certains chercheurs considèrent que les croyances erronées émanent d’un raisonnement défaillant ; elles doivent donc être traitées différemment des vraies croyances. Si nous voulons comprendre les raisons pour lesquelles une croyance fausse a pris une importance notable, il s’agit d’analyser ce qui a pu causer une telle défaillance de raisonnement en reconnaissant les pressions sociales et psychologiques en œuvre. Ce point de vue est controversé. Certaines « vraies » croyances peuvent également être considérées comme telles à une certaine période pour de « fausses » raisons. Il faut, dans une démarche scientifique, prendre en compte notre propre subjectivité contemporaine, nos croyances propres et que notre conception de la vérité est, à son tour, influencée par l’époque dans laquelle nous vivons.
Nous pouvons utiliser comme exemple de recherche de l'historien des idées l'étude de Keith Thomas qui s’intéresse notamment aux croyances cosmologiques ou encore Emmanuel le Roy Ladurie qui étudie les croyances des paysans du Languedoc.
D’après Quentin Skinner, l’historien des idées étudie principalement les romans, à savoir des textes, que ce soient des histoires, des journaux, des comptes-rendus ou encore des discours. Les œuvres de fiction, malgré leur côté imaginaire, transmettent tout autant d’idées que les autres écrits. Il évoque également le principe selon lequel l’historien doit lire les textes comme des énoncés ou des affirmations de croyance. Cependant, l’historien considère que les tableaux, édifices et actions sociales peuvent être également interprétés comme des textes. L’historien des idées utilise donc, comme source, tout objet écrit ou physique pouvant représenter une idée, une opinion ou une croyance émanant d’un individu ou d’un groupe.

## Histoire

### Les premiers pas
Les termes « histoire des idées » sont employés pour la première fois par Giambattista Vico en 1723 dans son Historia doctrina de ideis. Cet auteur pensait que les idées n’appartiennent pas seulement au domaine des spéculations philosophiques ou des analyses psychologiques, mais concernent aussi la recherche historienne. Il considère que l'histoire des idées ne débute pas avec les philosophes grecs, mais plutôt quand les hommes ont commencé à transmettre des idées via les mythes ou les poésies. Deux autres précurseurs de l'histoire des idées sont Victor Cousin et Eugène Lerminier, deux philosophes éclectique français du début du XIXe siècle. Ce dernier travaille notamment sur l'influence des idées sociales des Lumières dans la France de la restauration.
Wilhelm Dilthey et Friedrich Meinecke instaurent et enseigne la discipline en Allemagne. Dilthey, accompagné par d'autres philosophes post-Kantiens[Qui ?], établissent les fondations de la science sociale allemande (Geisteswissenshcaft). De son côté, Meinecke développe l’histoire des idées comme une approche historico-scientifique de l’histoire intellectuelle traditionnelle. Dans le prolongement de cet historien allemand, ses disciples développent une approche plus sociale de l'histoire des idées. Ils répondaient en effet aux critiques liées au Linguistic Turn, dans les années 1980, selon lesquelles l'histoire des idées traditionnelle négligerait les discontinuités historiques, les contextes sociaux et les constituants linguistiques des « idées » générales. Par ailleurs, l’Allemand Karl Mannheim dans son Ideologie und Utopie (1927), distinguait l'histoire des idées de l'histoire matérialiste de type marxiste, réactualisant ainsi l'opposition idéalisme/matérialisme et privilégiant le dernier terme de cette opposition. Représentant de l'historisme allemand, Mannheim accepte de concevoir une histoire des idées à condition que celles-ci soient envisagées dans leur contexte d'émergence socio-historique. Il parle alors non pas tant de relativisme, mais de « relationnisme », c'est-à-dire de la nécessité pour l'historien de mettre les idées en relation avec ce qui les rend possibles.
On retrouve le concept d'histoire des idées en Espagne également, notamment avec Marcelino Menéndez Pelayo qui, dans son ouvrage Historia de las Ideas Estéticas (1883), établit les bases d'une histoire des idées appliquée à l'histoire de l'art, mêlant philosophie et pratique.
Arthur Oncken Lovejoy (1873-1962), professeur à Baltimore durant la première moitié du XXe siècle, est le réel fondateur de la discipline, installant celle-ci dans le paysage académique via la création en 1940 avec Philip Wiener du Journal of the History of Ideas.
L'histoire n'est pas comprise en termes de continuité, mais bien en fonction de changements, de transformations, de renouvellements ou de dévoiements suivant les données spatio-temporelles des objets étudiés. Lovejoy, avec son histoire des idées, établit une problématique précise et abondante. Il est également le président de l'History of Ideas Club. C’est dans son livre The Great Chain of Being: A Study of the History of an Idea, paru en 1936, qu’il développe la problématique et les objets de la discipline qu’il prétend fonder.

### L'approche de Lovejoy: le concept d'Unit-Idea
Avec Lovejoy, l’histoire des idées est une entreprise interdisciplinaire, qui prend en compte la philosophie, mais aussi la littérature, les beaux-arts, les sciences, les savoirs canoniques ou encore les croyances collectives. Autrement dit, Lovejoy veut étudier la totalité d’une culture, en synchronie et en diachronie, afin d’y étudier l’évolution d’une idée. Il existe deux thèmes dominants et distincts dans la pensée de Lovejoy : le premier de ces thèmes concerne le besoin d’études interdisciplinaires. Cette idée est liée à sa conviction que l’histoire des idées devrait être libre de traverser les frontières linguistiques, afin de développer des enquêtes coopératives qui permettront de développer la discipline. Le deuxième thème est à trouver dans le thème d'Unit-Idea, ou le concept individuel. Ces idées unitaires fonctionnent comme des blocs constitutifs de l'histoire des idées : bien qu'elles soient relativement inchangées au fil du temps, les idées unitaires se recombinent selon de nouveaux modèles et s'expriment sous de nouvelles formes et à différentes époques historiques. Selon Lovejoy, l'historien des idées avait pour tâche d'identifier ces idées unitaires et de décrire leur émergence et leur récession historiques sous de nouvelles formes et combinaisons. L'utilisation des Unit-Ideas est destinée à extraire l'idée de base de tout travail et mouvement philosophique. De cette manière, il s'intéresse moins aux grands concepts doctrinaux qu'aux habitudes mentales inconscientes, hypothèses méthodologiques et d'autres principes plus explicites.

### Les réactions
Quentin Skinner, historien des fondements de la pensée politique moderne, critique la méthodologie d'Unit-Idea de Lovejoy, et affirme qu'une telle « réification des doctrines » a des conséquences négatives. Sa pensée politique se caractérise par l’importance de prendre en compte le contexte dans lequel un texte politique a été produit, de reconstituer les cadres cognitifs. Il applique cette théorie à l’histoire des idées, en expliquant que les idées du passé sont des pensées à comprendre dans chaque contexte historique respectif, qui est différent du nôtre. Dans son célèbre article Meaning and Understanding in the History of Ideas, il dénonce vigoureusement les multiples anachronismes et "bricolages historiques" rencontrés fréquemment dans l'histoire traditionnelle anglo-saxonne, et particulièrement l'histoire des idées. La méthodologie historique de Skinner est basée sur la théorie des actes de langage de John L. Austin.
Andreas Dorschel, lui, critique l'approche restrictive de Skinner à l'égard des idées par le langage verbal et indique comment les idées peuvent se matérialiser dans des médias non linguistiques ou des genres tels que la musique et l'architecture.
Un autre développement important dans l’étude des idées concerne la discipline universitaire de l’histoire intellectuelle. Peter Gordon explique que l'histoire intellectuelle, par opposition à l'histoire des idées mise en pratique par Lovejoy, étudie et traite les idées dans un contexte plus large, en n'hésitant pas à allier texte philosophique et contexte non-philosophique.
En France, il fallut attendre 1970 pour voir les comportements intellectuels s’infléchir et les interrogations autour de l’histoire des idées se multiplier. Néanmoins, il n’y a jamais eu de reconnaissance académique d’une discipline identifiable sous cette appellation unitaire. En revanche, on peut déjà considérer un débat autour de la capacité de l’historien à prendre en charge l’analyse des idées et leur compréhension. Le projet d'une histoire des idées « historicisées » sera poursuivi — dans une tout autre optique — par Michel Foucault, qui affirme, comme le rappelle Paul Veyne, que « l'histoire des idées commence vraiment quand on historicise l'idée philosophique de vérité ». Pour ces deux auteurs, l'historien des idées doit tenir compte du caractère multiple de la « vérité » à travers l'histoire. Les idées varient en fonction des cultures et, pour en rendre compte, il faut prendre acte des effets de rupture de l'histoire, des diverses manières de penser des acteurs et des variations sémantiques du langage qui ne permettent pas de concevoir une histoire des idées homogène et continue. En 1969, Foucault développe l’archéologie du savoir, une problématique censée s’opposer en tout point à l’histoire des idées. Il estime que certains historiens préfèrent écrire sur de longues périodes au lieu de creuser plus profondément dans une histoire plus spécifique et soutient qu'ils devraient baser leurs descriptions à partir de perspectives différentes. Sa méthode diffère de l’écriture historique traditionnelle en quatre points : 
1. elle cherche à définir l'histoire par des moyens philosophiques, c'est-à-dire qu’elle alimente son discours entre la pensée, la représentation et les thèmes ;
2. la notion de discontinuité joue un grand rôle dans les différentes disciplines historiques ;
3. elle ne cherche pas à saisir le moment de l'histoire où l'individu et le social s'inversent l'un l'autre ;
4. elle ne cherche pas à établir une vérité de l’histoire, mais le discours qui y est contenu

Michel Foucault déplore la rupture entre histoire sociale et histoire des idées. On ne peut selon lui considérer la manière dont les gens agissent sans la façon dont ils pensent, et inversement. Il fut le critique le plus efficace de cette histoire fondée sur l'analyse des œuvres intellectuelles, envisagée de façon interne et détournée des mécanismes de transmission et de communication de la société. Par ailleurs, il n'hésitait pas à brasser une quantité beaucoup plus large de textes, qui ne faisaient à l'origine pas partie des œuvres de prédilections des théoriciens de l'histoire des idées. Il remettait ainsi en cause l'aspect prétendument totalitaire et exhaustif de ses prédécesseurs.
Les recommandations de ces deux penseurs prennent tout leur sens si le contexte structuraliste de l'époque, auquel les commentateurs s'attachaient volontiers, est envisagé ; tandis que l'épistémologie générale de l'époque choisissait d'inscrire les œuvres dans un contexte anhistorique.

## L'histoire des idées: quel avenir?

### Réalisations de l'histoire des idées
Cette historiographie déconstruit les idées abstraites telles que "le grand créateur" ou "la société" pour privilégier un examen précis du dire et du faire dans un contexte historique donné. Après les intuitions de Foucault, les recherches de l'espace de la création intellectuelle aboutissent à de multiples typologies, loin de se cantonner à une relation entre un auteur et un lecteur. Une triple médiation entre l'auteur et son époque est également invoquée : celle des institutions intermédiaires, éditeurs et librairies ; celle du champ, lieu de confrontation des positions intellectuelles ; et celle de l'archive, l'effet de confrontation avec la mémoire intellectuelle. L'histoire relevant de l'aspect "institution" concerne surtout l'histoire des éditeurs ; l'histoire de l'éducation, celle d'un savoir intellectuel structuré. C'est néanmoins au "champ" que les historiens se sont le plus intéressés. Il est en effet envisagé au sens large, comme lieu de confrontation entre les différents acteurs intellectuels et les réactions de la part d'acteurs extérieurs à l'élite pensante. Cette histoire des idées peut induire différents types de jugements : le sentiment que tous ces travaux étaient indispensables aux fondations de cette historiographie, mais aussi la perception d’un possible danger de fossilisation de l'histoire des idées. Certes, un pont a été lancé entre la micro-histoire sociale et l'histoire des idées mais de nombreux chercheurs restent désireux de suivre les protocoles de l'histoire des intellectuels.

### Limites et ouvertures de l'histoire des idées
L'histoire des idées a pour principal problème d'être dénuée de chaire historique en milieu francophone, dans la mesure où elle est intégrée à l'histoire des intellectuels. Cette dernière s'est imposée scientifiquement à partir de programmes d'études de micro-histoire sociale, qui mobilisaient les pratiques de communication et le contenu idéologique et sociétal. Le plus grand défi de cette histoire des idées est de rapporter ses œuvres intellectuelles au contexte historique et aux préoccupations et enjeux de l'époque. Les termes de "mentalité" ou "façon de penser" semblent un peu désuets avec le passage des grands sceptiques à l'égard d'une méthodologie de synthèse de l'esprit humain, parmi lesquels nous retrouvons Foucault. Néanmoins, nous pouvons plaider en faveur d'une histoire axée sur la civilisation, à laquelle Skinner peut être rattaché. Celle-ci s'annonce comme la synthèse entre deux types d'histoires : une histoire des idées attentive à la dimension langagière et inscrite dans une dimension culturelle liée aux notions de "champ", "d'institution" et "d'archives", et une histoire unissant conditions sociales et conditions morales. Un tel projet n'est possible que si on admet la possibilité que l'intelligence collective et ses promoteurs répondent à l'histoire, et que le contexte culturel reste un cadre non-contraignant de communication. Dans cet espace culturel, les productions intellectuelles ne sont plus massivement influencées par le contexte théorique de l'époque mais sont le fruit d'une dynamique propre, qui interroge le réel en construction.